# Фридрих Леополд фон Щолберг-Щолберг
Фридрих Леополд фон Щолберг-Щолберг (на немски: Friedrich Leopold Graf zu Stolberg-Stolberg; * 7 ноември 1750, Брамщет, Холщайн, при Нойщат в Харц; † 5 декември 1819, Зондермюлен при Оснабрюк) е граф на Щолберг-Щолберг.

## Произход
Той е вторият син на граф Кристиан Гюнтер фон Щолберг-Щолберг (1714 – 1765), господар на Брамщет, и съпругата му графиня Кристиана Шарлота фон Кастел-Ремлинген (1722 – 1773), дъщеря на граф Карл Фридрих Готлиб фон Кастел-Ремлинген (1679 – 1743), полски генерал-майор, губернатор на Лайпциг, и Фридерика Елеонора фон Кастел-Рюденхаузен (1701 – 1760).
По-големият му брат е Кристиан фон Щолберг-Щолберг (1748 – 1821), а по-малкият му брат Магнус Ернст Кристиан фон Щолберг-Щолберг (1760/1762 – 1780) е убит в дуел в Кил.

## Фамилия
Първи брак: на 11 юни 1782 г. в Еутин с Хенриета Елеонора Агнес фон Витцлебен (* 9 октомври 1762; † 15 ноември 1788), дъщеря на Адам Левин фон Витцлебен (1721 – 1766) и Каролина фон Зобе (1727 – 1774). Те имат децата:
- Кристиан Ернст (* 30 юли 1783; † 22 май 1846), женен в Нордкирхен на 24 ноември 1818 г. за графиня Йозефина фон Галенберг (* 10 май 1784; † 19 март 1839)
- Мария Агнес Каролина фон Щолберг-Щолберг (* 4 май 1785, Копенхаген; † 16 октомври 1848, Петерсвалдау), омъжена на 25 май 1802 г. във Вернигероде за граф Фердинанд фон Щолберг-Вернигероде (* 9 юли 1714; † 22 юни 1765)
- Андреас Ото Хенинг (* 6 ноември 1786; † 27 март 1863), женен I. в Зондермюлен на 18 септември 1817 г. за графиня Филипина фон Брабек (* 12 август 1796; † 21 декември 1821), II. в Дюселдорф на 26 юли 1823 г. за графиня Анна фон Хомпеш-Болхайм (* 25 октомври 1802; † 4 юни 1833), III. на 17 май 1836 г. за графиня Юлия фон Галенберг (* 14 юни 1808; † 26 януари 1889)
- Хенриета (* 20 февруари 1788; † 13 ноември 1868, Дрезден), омъжена 1812 г. за фрайхер Готлиб Алберт Карл фон Харденберг († 1813)

Втори брак: на 15 февруари 1790 г. в Берлин с графиня София Шарлота Елеонора фон Редерн (* 4 ноември 1765, Берлин; † 8 януари 1842), дъщеря на граф Зигмунд Еренрайх фон Редерн (1719 – 1789) и Мари Жане де Хоргуелин (1727 – 1788). Те имат децата:
- Юлия Агнес Емилия (* 10 декември 1790; † 12 март 1836), омъжена в Мюнстер на 10 март 1812 г. за граф Максимилиан фон Корф-Шмизинг-Керсенброк († 18 октомври 1850)
- Сибила Йохана Амалия (* 2 април 1792, Неапол; † 29 юли 1792, Иския, погребан там)
- Франц Йохан Лео (* 21 август 1793; † 13 април 1794)
- Франц Бернхард Лео (* 6 февруари 1795; † 21 юни 1795)
- Кристиан Франц Лео (* 26 февруари 1796; † 16 юню 1815, убит на Лигни)
- Йохан Петер Каюс (* 27 юли 1797; † 7 април 1874), женен във Висена на 9 май 1829 г. за фрайин Мария фон Лое (1804 – 1871)
- Франц Фридрих Леополд (* 24 февруари 1799; † 9 август 1840), женен на 15 септември 1838 г. за графиня Кристиана фон Щернберг-Мандершайд (* 28 март 1798; † 21 декември 1840)
- Алфред (* 13 август 1800; † 9 ноември 1834)
- Франц Бернхард (* 8 януари 1802; † 29 март 1815)
- Бернхард Йозеф (* 30 април 1803; † 21 янзуари 1859), граф на Щолберг-Щолберг, Вайденхоф и Шьонвитц, женен в Добрау на 8 януари 1833 г. за графиня Агнес фон Зехер-Тос (* 8 юли 1809; † 1 август 1878)
- Йозеф Теодор (* 12 август 1804; † 5 април 1859), омъжена I. в Хелторф на 17 октомври 1838 г. за графиня Мария Терезия фон Шпе (* 19 юни 1811; † 1 февуари 1850), II. в Румилиес на 25 февруари 1851 г. за графиня Каролина дьо Робиано (* 24 декември 1826; † 9 януари 1882)
- Мария Терезия Амалия (* 24 декември 1805; † 25 декември 1843), омъжена в Зондермюлен на 25 ма 1825 г. за граф Шарл дьо Робиано († 9 октомври 1854)